# Lago Hof (Müritz)
El lago Hof (en alemán: Hofsee) es un lago situado en el distrito de Llanura Lacustre Mecklemburguesa, en el estado de Mecklemburgo-Pomerania Occidental (Alemania), a una altitud de 65 metros; tiene un área de 13.9 hectáreas.
Se encuentra situado junto al lago Müritz, el mayor de Alemania.